# Ethnic and Racial Studies
Ethnic and Racial Studies es una revista académica de ciencias sociales revisada por pares que publica artículos académicos y reseñas de libros sobre antropología, estudios culturales, estudios de etnicidad y raza y sociología. Los editores en jefe son Martin Bulmer (Universidad de Surrey) y John Solomos (Universidad de Warwick).
Según el Journal Citation Reports, la revista tiene un factor de impacto en 2014 de 0.956, ubicándose en el puesto 58 de 142 revistas en la categoría "Sociología", y el puesto 5 de 15 revistas en la categoría "Estudios étnicos".